# André le Fèvre
André Jarich le Fèvre (ur. 12 grudnia 1898 w Arnhem, zm. 6 listopada 1977 w Hadze) – piłkarz holenderski grający na pozycji pomocnika. W swojej karierze rozegrał 17 meczów i strzelił 1 gola w reprezentacji Holandii.

## Kariera klubowa
W swojej karierze piłkarskiej le Fèvre grał w klubie SV Kampong z Utrechtu.

## Kariera reprezentacyjna
W reprezentacji Holandii le Fèvre zadebiutował 19 listopada 1922 roku w przegranym 0:5 towarzyskim meczu ze Szwajcarią, rozegranym w Bernie. W 1924 roku był w kadrze Holandii na igrzyska olimpijskie w Paryżu. Od 1922 do 1925 roku rozegrał w kadrze narodowej 17 meczów i zdobył 1 bramkę.